# DevMaster.net
DevMaster.net — веб-сайт, посвящённый разработке компьютерных игр. Является одним из самых крупных и популярных сайтов, посвящённых разработке компьютерных игр. Также сайт сфокусирован на разработке независимых игр (инди-игр), которые разрабатываются небольшими независимыми компаниями и энтузиастами-одиночками. Сайт широко известен благодаря своей базе данных по игровым и графическим движкам. Также сайт предоставляет новости и другую информацию по индустрии компьютерных игр, включая ежедневные новости, форумы, вики, статьи, инструкции и обучающие пособия, список вакансий для разработчиков компьютерных игр, а также интегрированный в сайт чат реального времени IRC.
Сайт основан Диа Карратом (англ. Dia Kharrat) и Натаном Ридом (англ. Nathan R. Reed) из компании GarageGames 13 апреля 2003 года. Является собственностью GarageGames.
Слоган сайта: «your source for game development» (рус. ваш источник для разработки игр).

## Популярность
Согласно компании Alexa Internet, DevMaster.net является четвёртым по популярности веб-сайтом среди всех сайтов, посвящённых разработке игр, уступая лишь Gamasutra, GameDev.net и GarageGames. На базу движков «Game and Graphics Engines Database» сайта DevMaster.net ссылаются множество других статей.

## База данных игровых и графических движков
База данных игровых и графических движков (англ. 3D Game and Graphics Engines Database) является наиболее полным интернет-каталогом, который покрывает графические и игровые движки, наборы программных инструментов, библиотеки для разработки игр. В базу входят как коммерческие, так и бесплатные продукты.
DevMaster.net создал данную базу, изначально известную как «3D Engines Database», 6 августа 2006 года. Изначально эта база данных была основана на 3dengines.net, другой базе данных по движкам, которая была основана Алексеем Бусыгиным (англ. Alexey Busygin). Однако уже на следующий месяц эти две базы данных слились вместе, а Алексей Бусыгин стал новым редактором новообразовавшейся базы движков.

## DmWiki
DevMaster.net обеспечивает хостинг сайта «DmWiki», который построен на технологии «вики» и управляется сообществом.